# Духовное управление мусульман Украины «Умма»
Духовное управление мусульман Украины «Умма» (укр. Духовне управління мусульман України «Умма») — объединение религиозных общин мусульман Украины, созданное для координации действий и обеспечения условий для вероисповедания и проповеди ислама суннитского толка. Зарегистрировано 11 сентября 2008 Государственным комитетом Украины по делам национальностей и религий.

## История
Инициаторами создания ДУМУ «Умма» стали независимые мусульманские общины из десяти регионов Украины: Киева, Донецка, Запорожья, Одессы, Симферополя, Черновцев, Винницы, Полтавы, Харькова и Стаханова (Луганская область).
Высший руководящий орган ДУМУ «Умма» — общее собрание, на котором избирается муфтий и правление (совет имамов) в количестве 7 человек (6 имамов и муфтий), муфтий и правление избирается на срок 2 года. Главной целью ДУМУ «Умма» является координация действий и обеспечение необходимых условий для вероисповедания и проповедования ислама суннитского толка. Среди целей ДУМУ «Умма»: возрождение культурных и исторических исламских ценностей и традиций, организация обучения в духовных заведениях, издательская деятельность и тому подобное. ДУМУ «Умма» стремится наладить диалог и сотрудничество со всеми общинами и духовными управлениями мусульман, которые исповедуют ислам суннитского толка. ДУМУ «Умма» координирует деятельность мусульманских общин в 14 регионах Украины: Киева, Донецка, Запорожья, Одессы, Симферополя, Черновцев, Винницы, Полтавы, Харькова и Стаханова (Луганская обл.), Луганской, Днепропетровской, Снежное и Константиновки. Большинство организаций составляют этнические украинцы, однако целью является работа со всей мусульманской общиной Украины. Председатель правления ДУМУ «Умма» — Олег Гузик, муфтий — Саид Исмагилов. ДУМУ «Умма» имеет своё печатное издание — религиозно-просветительскую газету «Умма». Имамы этой организации проходят обучение преимущественно в исламских университетах Ливана и Иордании.
5 декабря 2016 г. уполномоченный представитель ДУМУ «Умма» подписал Хартию мусульман Украины.
11 декабря 2017 г. уполномоченный представитель ДУМУ «Умма» подписал Социальную концепцию мусульман Украины.
8 ноября 2022 года муфтием избран имам мусульман Львова и Галиции шейх Мурат Сулейманов, поскольку в июне 2022 года Саид Исмагилов сложил свои полномочия и сейчас служит в ВСУ.

## Деятельность
На протяжении многих лет ДУМУ «Умма» ведет активную просветительскую деятельность принимая участие в общественной и политической жизни Украины. В частности Духовное управление мусульман Украины «Умма» выступало инициатором проведения Международных молодежных летних школ исламоведения (организаторы: Украинский центр исламоведческих исследований и ВАОО «Альраид»). К августу 2016 года уже проведено пять таких школ, участие в которых принимали известные украинские и зарубежные ученые.
Предметом исследования ученых работающих в области исламоведения, были вопросы истории и современного состояния ислама на Украине, Западной Европе, Северной Америке, на Ближнем Востоке, в Северной, Центральной Африке, Центральной Азии и в Японии.
Во время закрытия V Международной молодежной летней школы исламоведения, которая проходила в городе Острог (Ровенская область) проректор по учебно-научной работе Национального университета «Острожская академия», профессор Петр Кралюк сказал:
```
«У нас есть определенные стереотипы о том, что мы - европейская нация и должны идти в Европу (что справедливо). Но важно помнить, что мы европейская нация, которая много веков была своеобразным мостиком между христианским и исламским миром - и это уникальное наследие надо беречь и развивать. К сожалению, об этих вещах широкой общественности известно очень и очень мало, поэтому радует, что в Школе приняли участие не только мусульмане, но и христиане, и люди других взглядов - это делает ее площадкой конструктивного диалога. Мы, христиане, могли во время Школы наблюдать религиозную практику мусульман - это было очень интересно и познавательно»
[
4
]
.
```

Среди заметных событий, инициатором которых было ДУМУ «Умма», следует выделить международный круглый стол, который состоялся в Одессе в марте 2016 года и был посвящён 350-летию пребывания на землях юга Украины и Крыма выдающегося турецкого писателя, историка и путешественника Эвлия Челеби.
Во время работы круглого стола впервые на Украине была представлена монография ученого и исследователя Михаила Якубовича «Ислам в Украине: история и современность», куда вошли новейшие исследования жизни мусульман на землях Украины. В работе круглого стола приняли участие: Саид Исмагилов, — муфтий ДУМУ «Умма»; Сейран Арифов — заместитель председателя ВАОО «Альраид»; Мариуш Маршевський (Польша) — доктор исторических наук, сотрудник Института Востока исторического факультета Познанского университета; Татьяна Крупа — заведующая реставрационной мастерской Музея археологии и этнографии Слободской Украины Харьковского национального университета имени В. Н. Каразина; Виталий Щепанський (Острог) — кандидат исторических наук. Круглый стол состоялся в помещении Одесской областной государственной администрации, которая способствовала успешному проведению мероприятия.
Духовное управление мусульман Украины «Умма» совместно с исламскими центрами «Альраид» оказывает активную благотворительную помощь вынужденным переселенцам из Крыма и Донбасса, а также малоимущим мусульманам. В месяц Рамадан такая помощь становится обязанностью, ведь этот месяц — время милости и щедрости. Исламские культурные центры (ИКЦ) составляют списки малоимущих мусульман, которые получают продуктовые наборы. Такая практика уже является традиционной для всех ИКЦ Украины.

## Международное сотрудничество
ДУМУ «Умма» принимает участие в международном межкофесийном диалоге, который направлен на достижение взаимопонимания между христианами и мусульманами Европы. В декабре 2015 года ДУМУ «Умма» выступила организатором международного круглого стола «Будущее исламско-христианских отношений в Европе в контексте современных миграционных процессов», в котором приняли участие религиоведы, философы, христианские и мусульманские религиозные деятели из Украины, Германии и Польши.
О состоянии христианско-мусульманских отношений в Западной Европе на примере Германии участники узнали «из первых уст», ведь мероприятие посетили Ахмад фон Денффер, религиозный деятель Исламского центра Мюнхена, и Ганс-Ульрих Шефер, пастор Немецкой лютеранской церкви, приехавший в Украину для служения в местной лютеранской общине.
Профессор Мариуш Маршевський, сотрудник института Востока исторического факультета университета Познани (Польша), представил анализ положения мусульманских общин в Европе в период понтификата папы Франциска I. Он отметил, что Франциск — первый за 1000 лет понтифик неевропейского происхождения и он активно восстанавливает диалог с мусульманскими общинами, который прекратился при его предшественнике Бенедикта XVI. В работе круглого стола принял участие муфтий Духовного управления мусульман Украины «Умма» Саид Исмагилов.

## Ссылка
- Официальный сайт